# تيبي أيلاند
تيبي أيلاند (بالإنجليزية: Tybee Island, Georgia)‏ هي مدينة تقع في مقاطعة تشاثام، جورجيا بولاية جورجيا في الولايات المتحدة. تبلغ مساحة هذه المدينة 6.9 (كم²)، وترتفع عن سطح البحر 3 م، بلغ عدد سكانها 2990 نسمة في عام 2010 حسب إحصاء مكتب تعداد الولايات المتحدة.

## وصلات خارجية
- City website
- Cities & Counties - Georgia.gov